# Хойский, Келбали-хан
Келбали-хан Хойский (азерб. Kəlbəli xan Xoyski; 1775 — 10 августа 1834) — российский генерал-майор, дед Фатали-хана Хойского.

## Биография
Келбали-хан родился в курдской семье хойского хана Ахмед-хана Дунбули. После смерти Ахмед-хана, его приёмным отцом стал его старший единокровный брат Джафар Кули-хан.
12 февраля 1809 года императором Александром I за добросовестную службу был награждён чином полковника.
В 1819 году шахзаде Аббас-Мирза официально пригласил Келбали-хана в Персию, но Хойский отказал. В документе от 28 ноября 1828 года его титул указан как хан, а сам он как «чиновник, управляющий Хойской областью» и «способствующий утверждению среди местных жителей доброго расположения к русским».
22 августа 1829 года за свою службу Келбали-хан Хойский был произведён в генерал-майоры.
Позже, в документе от 20 декабря 1831 года, Келбали-хан Хойский упоминается как один из командующих русскими войсками, начавшими в то время военную миссию из Дербента вглубь Дагестана. 22 июля 1833 года за проявленное мужество и храбрость «в сражениях против горцев 23, 25 и 26 октября 1831 года» был пожалован орденом Святого Станислава 1-й степени.
Келбали-хан умер 10 августа 1834 года в Елизаветполе. Через месяц после смерти Келбали-хана, 11 сентября 1834 года, его тело было отправлено в Кербелу (после смерти Исмаил-хана в 1819 году тот же Келбали-хан обратился к российским властям с просьбой оказать организационную помощь в доставке тела покойного в Кербелу).

## Семья
Келбали-хан Хойский был женат на племяннице Саре-бейим, дочери своего брата Джафара Кули-хана. У них родился сын Искендер-хан.